# Кудай
Куда́й (Хода, Худа) — Всевишній, Бог у персів; також ім'я верховного божества в алтайській міфології.
Слово походить з перської мови і вживається багатьма народами, переважно мусульманськими, які в ті або інші часи контактували з Персією (Іраном), зокрема власне персами (іранцями, таджиками, афганцями), а також казахами, узбеками та ін.
Традиційне привітання «Хода хафиз» — «Бог захисник» чи «Боже бережи».